# 横扫千军
《横扫千军》是Cavedog Entertainment開發的即時戰略遊戲。由GT Interactive在1997年發行。有过两个扩展包。是即時戰略史上第一款採用全3D單位和地形的遊戲，“精神續作”爲2007年發佈的《最高指揮官》和2015年的《橫掃千星》。

## 劇情簡介
時值人類已經踏及宇宙的時代，人類為了將生活機械自動化，遂發展了核心機械技術以讓各種工作行為機械化，但是過度依賴機械導致了核心機械認為人類的存在是不必要的，它們最終決定唯一的途徑是將全部的人類改造成機械。此舉動導致人類開始反抗核心機械，他們開發了高能戰鬥服，組成了武力(Arm)，並且開始了跟核子(Core)長達4000年的宇宙戰爭。

### 『橫掃千軍：核子風雲』Total Annihilation: The Core Contingency
雖然最後的戰局由武力消滅了核心機械而暫時告一段落，但是由於戰爭的摧殘，宇宙的各個行星已經幾近於崩壞邊緣，原本已經快要取得勝利的武力在迫於情勢之下只好轉向於各星球的復原作業，此舉讓核子有了機會回復它們的戰力。核子製造了堪稱宇宙最強大的重裝機兵柯古斯(Krogoth)，雖然武力在行星修復期間並未疏於新型武裝的開發，但是在柯古斯軍團的強大火力肆虐之下，核子扭轉了原本惡劣的戰況，再度跟武力呈現了勢均力敵的緊張狀態。

### 『橫掃千軍：武力反擊』Total Annihilation: Battle Tactics
由於柯古斯的緣故，武力積極的開發能夠有效反擊的兵種，在最後造就了射手(Shooter)這個兼具高機動及高殺傷力的單位，武力展開了獵殺柯古斯的行動。但是雖然柯古斯的影響已經大為降低，雙方的勢力依然是沒有明顯的消長，反而將戰火延燒到了更邊疆的行星。

### 最終戰役
由於長時間的戰爭導致各行星的資源枯竭，武力開發了修復機甲法爾克(Fark)來減少戰爭單位的損失，而核子則發展了再生機甲尼克羅(Necro)來將廢棄單位重生再利用。雙方的緊張狀態已經到達了臨界點，最後的決戰即將爆發，長達4000年、只有其中一方能夠生存的戰爭即將結束。

## 发展
擁有史上最多的Mod项目之外。第三方設計並發佈的單位種類超過6000，儘管引擎限制同時只能使用其中的512種。
忠实的游戏玩家对TA的热爱发泄到的现实，以开放TA3D和Spring计划现在非常活跃，给予新的游戏体验。

- TA3D （页面存档备份，存于）

原版游戏的复刻，在运行Linux的PC（64位CPU）上开发，主要进行图像效果的改动和其他一切的复制。
- 完全开源，还包含了一个可视化ta模型编辑器
- 目标是完全复刻ta3d,实现可以自己随意组装的ta
- 使用的是原TA的数据，战役/mod/单位/地图/其他的一切，可以使用DEMO的数据文件

TA3D提供了LUA内部编程的支持，或者说是即时编辑、即时运行的插件。

## 橫掃千軍系列及相關作品

### 『橫掃千軍：核子風雲』Total Annihilation: The Core Contingency
橫掃千軍的第一個資料片，延續了主線中武力的結局。增加了大量的單位，並且在陸、海、空三種單位種類中加入了海陸及空陸這兩種的兩棲單位種類，最重要的是給予核子陣營一個近乎超級武器的單位：柯古斯(Krogoth)，在平衡性上面也做出了不少改良。

### 『橫掃千軍：武力反擊』Total Annihilation: Battle Tactics
橫掃千軍的第二個資料片，延續資料片核子風雲中核子的結局。主要是增加了三種大小規模的戰役關卡，但是基本上來說並沒有加入什麼重大的新要素。

### 橫掃千軍：改朝換代
橫掃千軍的續作，風格從原本的機械科幻變成了劍魔中古，並且陣營增加到了四種戰略風格截然不同的國家，而遊戲的單人模式也提供了約40多關的任務讓玩家體會各國之間發生的災難。不過各國之間的平衡性之差，以及各英雄單位及傳奇單位的變化性太小，讓整個遊戲的評價一落千丈。

### 橫掃千軍：改朝換代：殘暴天災
橫掃千軍：改朝換代的資料片，延續了主線的結局，未完全消滅的對立勢力將戰火延燒下去。資料片新增加了第五個種族，並且對原本的四個國家進行了單位的平衡差異修正，將不少主片的缺陷改進，是一個很成功的資料片。

### 最高指揮官
最高指揮官是由原橫掃千軍製作人Chris Taylor製作的遊戲，於2007年春季發行。最高指揮官的最大特色是超大型戰場，而巨大單位也是最高指揮官的特色，玩家將可以看到比橫掃千軍還要更壯闊的軍隊大混戰在各個區域爆發。遊戲使用 DirectX 10 技术，大型單位作战極具魄力。

## 所获奖项
横扫千军获得了超过5项奖项，部分名单如下：
- 史上十大即时战略游戏第一名 ， Gamespy 2004年评出

- 史上最佳游戏， PC GAME1998年

- 玩家的选择奖，最佳的实时战略游戏，PC GAMER

- 1998年Blister奖得主， “1997年最佳策略游戏” ，Electric Playground

- 1997年度游戏，GameSpot

## 外部連結
- Real Time Strategic Carnage
- TA Spring 模仿横扫千军的开放源代码立體即時戰略遊戲。
- taclub （页面存档备份，存于） 备用链接 （页面存档备份，存于） 中国大陆的横扫千军玩家网站